# Kernavė
Kernavė là thị trấn thuộc Širvintos, nằm về phía tây bắc của thủ đô Vilnius, Litva.
Nơi đây có địa điểm khảo cổ học Kernavė, nằm trong Thung lũng sông Neris, đại diện về khu định cư trong khu vực Baltic ở châu Âu trong những thiên niên kỷ thứ 10.
Di sản khảo cổ ở Kernavė bao gồm thị trấn cổ Kernave, đồi pháo đài, địa điểm khảo cổ các khu định cư và các di tích, địa điểm khác thời kỳ đồ đá đến thời kỳ Trung cổ. Ấn tượng nhất là nền móng của 5 pháo đài, một phần của một hệ thống phòng thủ quan trọng, bảo vệ thị trấn Kernave thời Trung cổ. Đến thế kỷ 14, các pháo đài bị phá hủy bởi đế chế Teuton, nhưng những dấu tích của nó vẫn còn tồn tại cho đến ngày nay.